# Corrhenes sectator
Corrhenes sectator là một loài bọ cánh cứng trong họ Cerambycidae.